# N 10 (Senegal)
Die N 10 ist eine der Nationalstraßen im Westen Senegals.
Sie führt durch die Regionen (von Süd nach Nord) Fatick, Diourbel und Louga und ist 84 Kilometer lang. Klassifiziert wurde sie per Dekret im Dezember 2012.
Die N10 ist eine Süd-Nord-Verbindung aus Richtung des Saloum-Deltas mitten durch das landwirtschaftlich bedeutsame Erdnussbecken an den Rand der regenarmen Ferlo. Der Straßenverlauf beginnt am östlichen Stadtrand von Fatick als Abzweig von der N 1. Auf dem Weg von Fatick nach Norden folgt die Straße mit Abstand dem Ostufer des Sine bis Diourbel. Das Stadtzentrum ist ein Verkehrsknotenpunkt mit der N 3. Zwölf Kilometer nördlich der Stadt ist die N10 über eine Anschlussstelle mit der mautpflichtigen Autoroute 2 verknüpft. Nördlich der A2 endet die durchweg mit einer frischen Asphaltdecke gut ausgebaute Strecke abrupt im Zentrum von Ndindy. Der Lückenschluss bis in das 23 Kilometer nordöstlich liegende Darou Mousty ist aus der Satellitenperspektive auch nicht ansatzweise trassiert (Stand 2025). Der Verkehr ist auf die zwischen Dörfern üblichen Staubpisten angewiesen.